# Stanisław Czarnotulski
Stanisław Czarnotulski herbu Ogończyk – cześnik inowrocławski w latach 1560-1576.
Poseł na sejm 1576/1577 roku z województwa kaliskiego. Poseł na sejm pacyfikacyjny 1589 roku  z województwa kaliskiego, delegowany przez sejm podpisał traktat bytomsko-będziński. Poseł na sejm 1590/1591 roku z województwa poznańskiego i województwa kaliskiego.